# 2 Tone Records
La 2 Tone Records era un'etichetta discografica britannica, specializzata in musica ska e reggae.
Fondata nel marzo del 1979 dal tastierista e leader degli Specials, Jerry Dammers, con sede a Coventry, è stata una delle etichette che ha permesso lo sviluppo del 2 tone ska.

## Storia
Jerry Dammers nasce in India, a Ootacamund, Tamil Nadu, figlio di Horace Dammers, decano della Cattedrale di Bristol, e giunge in Inghilterra, a Coventry, all'età di due anni. Dopo aver militato in altri gruppi ed essere stato un mod, verso la fine del 1978, Dammers, a quel tempo studente d'arte al Lanchester Polytechnic e ampiamente coinvolto nella scena musicale locale, influenzata dai suoni della musica giamaicana, decide di dare vita ad una propria etichetta discografica per pubblicare il primo singolo del suo gruppo, la band The Specials.
Prese in prestito il denaro appena sufficiente per registrare una sola canzone, intitolata Gangsters, quando venne il momento di registrare il lato b del disco, la band si ricordò che il loro amico chitarrista Noel Davies aveva da poco registrato una strumentale a casa propria, un anno prima. Al brano venne quindi sovraincisa una chitarra ritmica d'impronta ska ed il risultato venne chiamato The Selecter.
Il 28 luglio 1979 venne quindi pubblicato il primo singolo split (The Specials vs The Selecter). Stampato in cinquemila copie, distribuite poi in modo indipendente, il disco fu un successo che andò oltre le più rosee aspettative della label e raggiunse la posizione numero 6 nella classifica nazionale. Dopo il primo singolo, la 2 Tone accettò di firmare con la Chrysalis Records, con la condizione di diventare una filiale autonoma della major.
La visionaria e libertaria politica di Jerry Dammers applicata alla gestione della label prevedeva, tra le altre cose, la regola di far firmare alle varie band un contratto che permetteva loro di lasciare l'etichetta anche dopo aver pubblicato un solo singolo, cosa insolita in campo discografico.
Anche se strettamente identificata con il movimento di revival 2 tone ska che da essa prese il nome, poi, la 2 Tone cercò anche di allargare la varietà della sua produzione musicalepubblicando, ad esempio, artisti come Elvis Costello e band punk come i The Higsons.
L'etichetta cessò di esistere nel 1986.

## Artwork
Dotato di un forte background artistico, Dammers, con l'assistenza di Horace Panter e del grafico John "Teflon" Sims, lavorò molto sull'aspetto estetico della neonata label, adottando un artwork bianco e nero (appunto 2 Tone, ovvero due toni) simbolo di unità razziale e che trovò il suo apice nel logo, ritraente un uomo (denominato Walt Jabsco) in abito nero, camicia bianca, cravatta nera, cappello stile pork pie, calzini bianchi e mocassini neri.
Basato su una fotografia di Peter Tosh con Wailers, dalla copertina dell'album The Wailing Wailers, il personaggio di Walt Jabsco prende il suo nome da una vecchia camicia da bowling americana di Dammers.
Il logo (e l'etichetta) divenne il simbolo del cosiddetto movimento musicale e culturale 2 Tone che, all'interno della storia della musica ska,  è classificato come seconda ondata e come ripresa del genere, dopo la sua fase di declino di metà anni sessanta e molto popolare tra gli skinhead, i rudies e i mod dell'epoca.

## Artisti
- The Apollinaires
- The Beat
- The Bodysnatchers
- Elvis Costello & The Attractions
- The Friday Club
- The Higsons
- JB's Allstars
- Rhoda Dakar
- Rico Rodriguez
- The Selecter
- The Specials
- The Swinging Cats